# Chitonosphaera salebrosa
Chitonosphaera salebrosa är en kräftdjursart som först beskrevs av Masatoshi Nishimura 1969.  Chitonosphaera salebrosa ingår i släktet Chitonosphaera och familjen klotkräftor. Inga underarter finns listade i Catalogue of Life.